# Katarzyna Bednarczyk
Katarzyna Bednarczyk (ur. 3 października 1989 w Warszawie) – polska koszykarka grająca na pozycji rzucającej oraz niskiej skrzydłowej.

## Osiągnięcia
Stan na 10 października 2019, na podstawie, o ile nie zaznaczono inaczej.
- Brązowa medalistka mistrzostw Polski juniorek starszych (2007, 2008)
- Awans do PLKK (2006)
- Uczestniczka rozgrywek Eurocup (2009/2010)

Indywidualne
- Zaliczona do I składu:
  - I ligi grupy B (2017)[2]
  - mistrzostw Polski juniorek (2007)[3]
- Liderka w skuteczności rzutów za 3 punkty:
  - PLKK (2013)
  - mistrzostw Polski juniorek starszych (2008)
- Wybrana „zawodniczką przyszłości” podczas mistrzostw Polski juniorek starszych (2007)

Reprezentacja
- Wicemistrzyni Europy U–20 dywizji B (2008)
- Brązowa medalistka mistrzostw Europy kadetek (2005)
- Uczestniczka:
  - uniwersjady (2011 – 15. miejsce)
  - mistrzostw Europy U–18 (2006, 2007)